# Eugéne Dussous
Eugéne Dussous – francuski kierowca wyścigowy.

## Kariera
W wyścigach samochodowych Dussous startował głównie w wyścigach zaliczanych do klasyfikacji Mistrzostw Świata Samochodów Sportowych. W latach 1949-1950, 1952-1954 Francuz pojawiał się w stawce 24-godzinnego wyścigu Le Mans. W pierwszym sezonie startów odniósł zwycięstwo w klasie S 1.1, a w klasyfikacji generalnej był dwunasty. Trzy lata później powtórzył ten sukces w klasie S 750.